# Žydrūnas Ilgauskas
Žydrūnas Ilgauskas, né le 5 juin 1975 à Kaunas en République socialiste soviétique de Lituanie, Union soviétique, est un joueur lituanien de basket-ball. Il a joué au poste de pivot dans les équipes des Cavaliers de Cleveland et du Heat de Miami. Ilgauskas mesure 2,21 m.

## Biographie

### En NBA

#### Cavaliers de Cleveland (1996-2010)
Ilgauskas a été choisi à la vingtième position par les Cavaliers de Cleveland lors de la draft 1996 de la NBA. Ilgauskas s'est très vite fait remarquer par ses solides prestations en match mais aussi ses blessures répétées (principalement au pied) qui ont ralenti son affirmation comme l'un des meilleurs pivots au monde. Ilgauskas a manqué toute la saison 1996-1997, quasiment toute la saison 1998-1999 et n'a joué que 24 rencontres lors de la saison 1999-2000.
La fragilité de son pied est due au poids et à la taille (2,21 m) d'Ilgauskas. Après plusieurs opérations de chirurgie dans un centre spécialisé en Arizona, il semble que, en limitant son temps de jeu par rencontre, son pied ne soit plus sujet à fractures.
En trois saisons pleines et quelques rencontres dans les trois autres, Ilgauskas a mis en moyenne 14,4 points, pris 7,5 rebonds et contré 1,8 tirs par rencontre pour 28,3 minutes par rencontre et cela sur 335 rencontres dont 295 dans le cinq majeur.
Ilgauskas a été élu à deux reprises pour un NBA All-Star Game en 2003 et 2005. Il apparaît pour la deuxième fois en play-off dans la NBA avec les Cavaliers de Cleveland lors de la saison 2005-2006. Sa première apparition en séries éliminatoires date de la saison 1997-1998 contre les Pacers de l'Indiana.
Lors d'un échange entre plusieurs équipes NBA, Z arrive aux Wizards de Washington. Ceux-ci se mettent alors d'accord avec lui pour racheter son contrat. Žydrūnas Ilgauskas devient ainsi agent libre, pouvant ainsi signer immédiatement pour n'importe quelle équipe. Seule son ancienne franchise de Cavaliers de Cleveland doit patienter durant un délai de 30 jours avant de pouvoir lui proposer un nouveau contrat. Après ce délai, il signe avec son ancienne franchise un contrat jusqu'à la fin de saison.

#### Heat de Miami (2010-2011)
Le 13 juillet 2010, LeBron James annonce sur son Twitter que son ancien coéquipier le rejoint au Heat de Miami.

#### Retraite
Le 30 septembre 2011, il annonce officiellement sa retraite après 13 saisons passées en NBA.
Le 8 mars 2014, les Cavaliers retirent son numéro 11 et son maillot est pendu au plafond de la Q Arena. Il devient le troisième Européen à avoir son maillot retiré en NBA, après Dražen Petrović et Vlade Divac.

### En sélection
Ilguaskas a souvent refusé de jouer dans sa sélection nationale. Il a porté le maillot lituanien en 1995 pour 3 matchs seulement, puis a décidé de refuser toutes propositions. Il revient en sélection en 2007 pour l'Eurobasket. En 2008, les Cavaliers de Cleveland lui interdisent de jouer aux Jeux olympiques de 2008.

## Clubs successifs
- 1992 - 1993 :  Žalgiris Kaunas (LKAL)
- 1993 - 1997 :  KK Atletas (LKL)
- 1997 - 2010 :  Cleveland Cavaliers (NBA)
- 2010 :  Wizards de Washington (NBA) (aucune rencontre)
- 2010 :  Cavaliers de Cleveland (NBA)
- 2010 - 2011:  Heat de Miami (NBA)

## Palmarès

### En club
- Finales NBA en 2007 contre les Spurs de San Antonio avec les Cavaliers de Cleveland.
- Finales NBA en 2011 contre les Mavericks de Dallas avec le Heat de Miami.
- Champion de la Conférence Est de NBA en 2011 avec le Heat de Miami.
- Champion de la Conférence Est de NBA en 2007 avec les Cavaliers de Cleveland.
- Champion de la Division Centrale en 2009 et 2010 avec les Cavaliers de Cleveland.

### Distinctions personnelles
- Son maillot, le n°11 a été retiré par les Cavaliers de Cleveland.
- NBA All-Star en 2003 et 2005

## Records sur une rencontre en NBA
Les records personnels de Žydrūnas Ilgauskas en NBA sont les suivants, :
| Record de la franchise |

| Type de statistique        | Saison régulière | Saison régulière      | Saison régulière  | Playoffs | Playoffs                | Playoffs      |
| Type de statistique        | Record           | Adversaire            | Date              | Record   | Adversaire              | Date          |
| -------------------------- | ---------------- | --------------------- | ----------------- | -------- | ----------------------- | ------------- |
| Points                     | 35               | 2 fois                | 2 fois            | 25       | @ Pacers de l'Indiana   | 25 avril 1998 |
| Paniers marqués            | 15               | Magic d'Orlando       | 21 janvier 2003   | 10       | 2 fois                  | 2 fois        |
| Paniers tentés             | 28               | Magic d'Orlando       | 21 janvier 2003   | 18       | @ Celtics de Boston     | 6 mai 2008    |
| Paniers à 3 points réussis | 3                | @ Kings de Sacramento | 23 décembre 2009  | 1        | 2 fois                  | 2 fois        |
| Paniers à 3 points tentés  | 3                | 4 fois                | 4 fois            | 3        | @ Magic d'Orlando       | 24 mai 2009   |
| Lancers francs réussis     | 17               | Bulls de Chicago      | 23 février 2005   | 8        | 2 fois                  | 2 fois        |
| Lancers francs tentés      | 19               | Bulls de Chicago      | 23 février 2005   | 10       | Wizards de Washington   | 22 avril 2007 |
| Rebonds offensifs          | 12               | 2 fois                | 2 fois            | 10       | Spurs de San Antonio    | 12 juin 2007  |
| Rebonds défensifs          | 16               | @ Suns de Phoenix     | 1er novembre 2002 | 15       | @ Wizards de Washington | 30 avril 2007 |
| Rebonds totaux             | 22               | @ Suns de Phoenix     | 1er novembre 2002 | 19       | @ Wizards de Washington | 30 avril 2007 |
| Passes décisives           | 7                | 2 fois                | 2 fois            | 6        | Celtics de Boston       | 10 mai 2008   |
| Interceptions              | 5                | Pistons de Détroit    | 24 novembre 2004  | 2        | 3 fois                  | 3 fois        |
| Contres                    | 7                | 3 fois                | 3 fois            | 6        | @ Pistons de Détroit    | 17 mai 2006   |
| Balles perdues             | 11               | Nuggets de Denver     | 14 décembre 2002  | 5        | 2 fois                  | 2 fois        |
| Minutes jouées             | 48               | Celtics de Boston     | 18 décembre 2004  | 41       | @ Wizards de Washington | 28 avril 2007 |

- Double-double : 208 (dont 14 en playoffs)
- Triple-double : 0